# 서태원 (1923년)
서태원(1923년 12월 9일~2021년 9월 8일)은 대한민국의 정치인이다. 제5대 국회의원을 지냈다.

## 역대 선거 결과
|  | 10.21% |

|  | 16.13% |

|  | 19.29% |

|  | 24.65% |

|  | 13.64% |

|  | 3.84% |